# へら

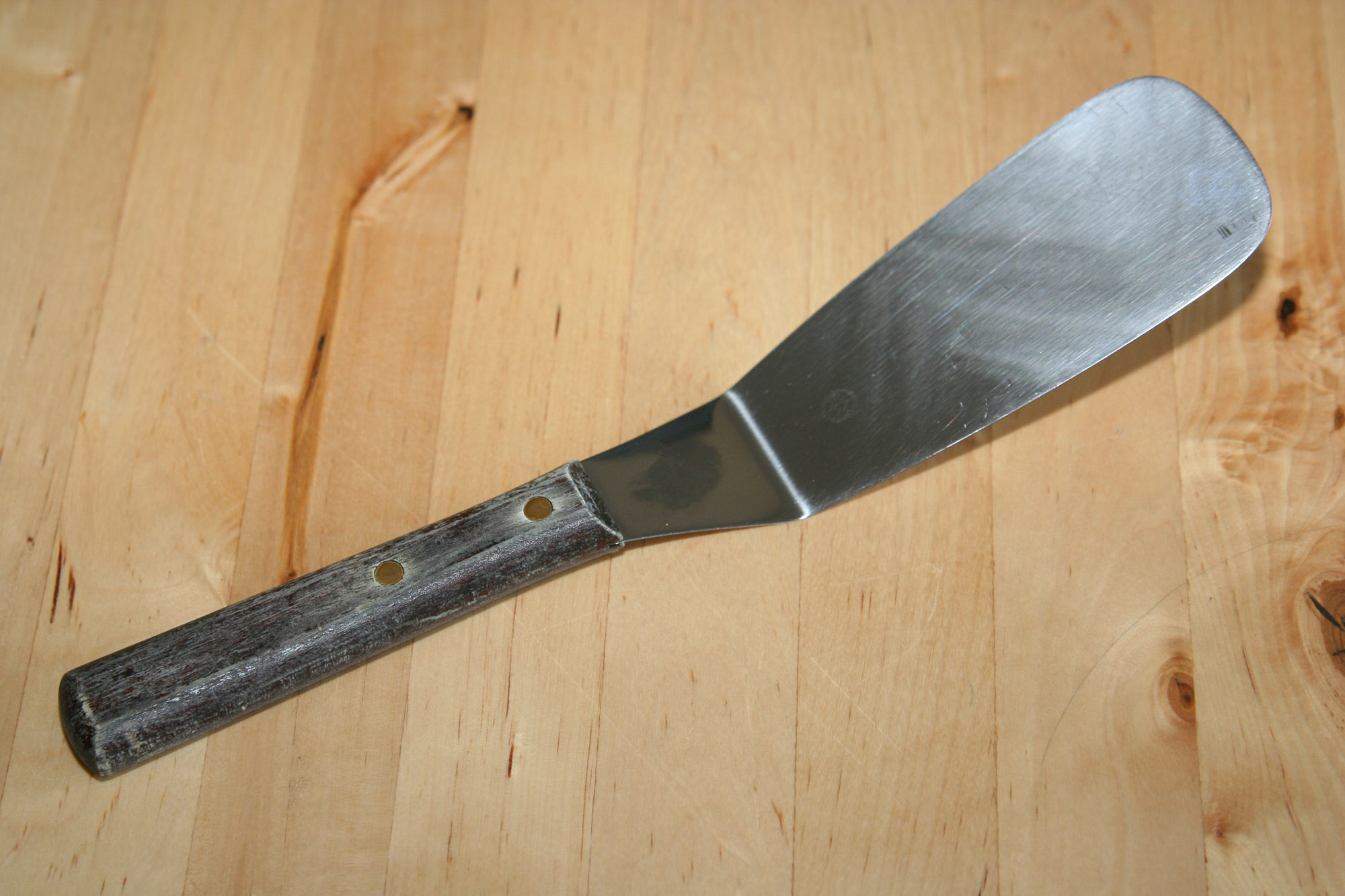
へら

へら（篦）とは、薄く扁平になった道具の総称である。スパチュラ（英語: spatula）、スパチュール (フランス語: spatule)、あるいはスパーテル（ドイツ語: Spatel）とも呼ばれる。様々な用途、種類がある。
へらは扁平な板状の道具であるが、粘り気のあるものをかき混ぜたり、またはそれを何かに塗り付けたり、あるいは削り取ったり、場合によっては柔らかい対象を刃のように押し切ったりする機能がある。このほか、ある程度の丈夫さがあるへらは、細い隙間に押し込んでこじり空けたり、または梃子にして押し上げたりといったことにも利用される。へらの素材には様々なものが使われ、木材や竹から金属（特に弾力性に富む鋼など）や合成樹脂など多岐に渡り、用途によってはゴムからファインセラミックスまで硬さもまちまちである。

## 用途

### 調理器具

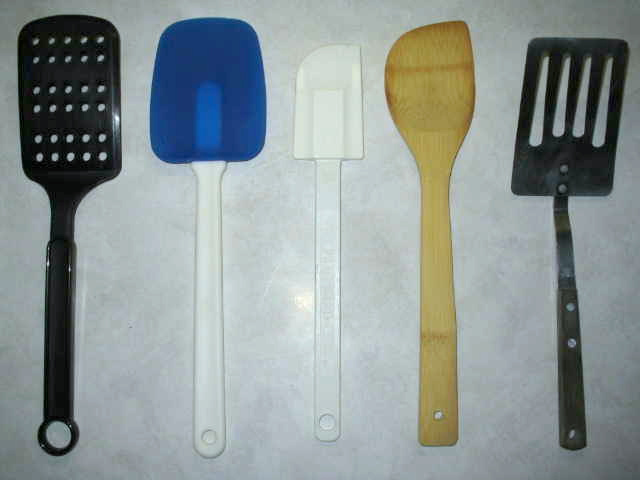
へら状の調理器具

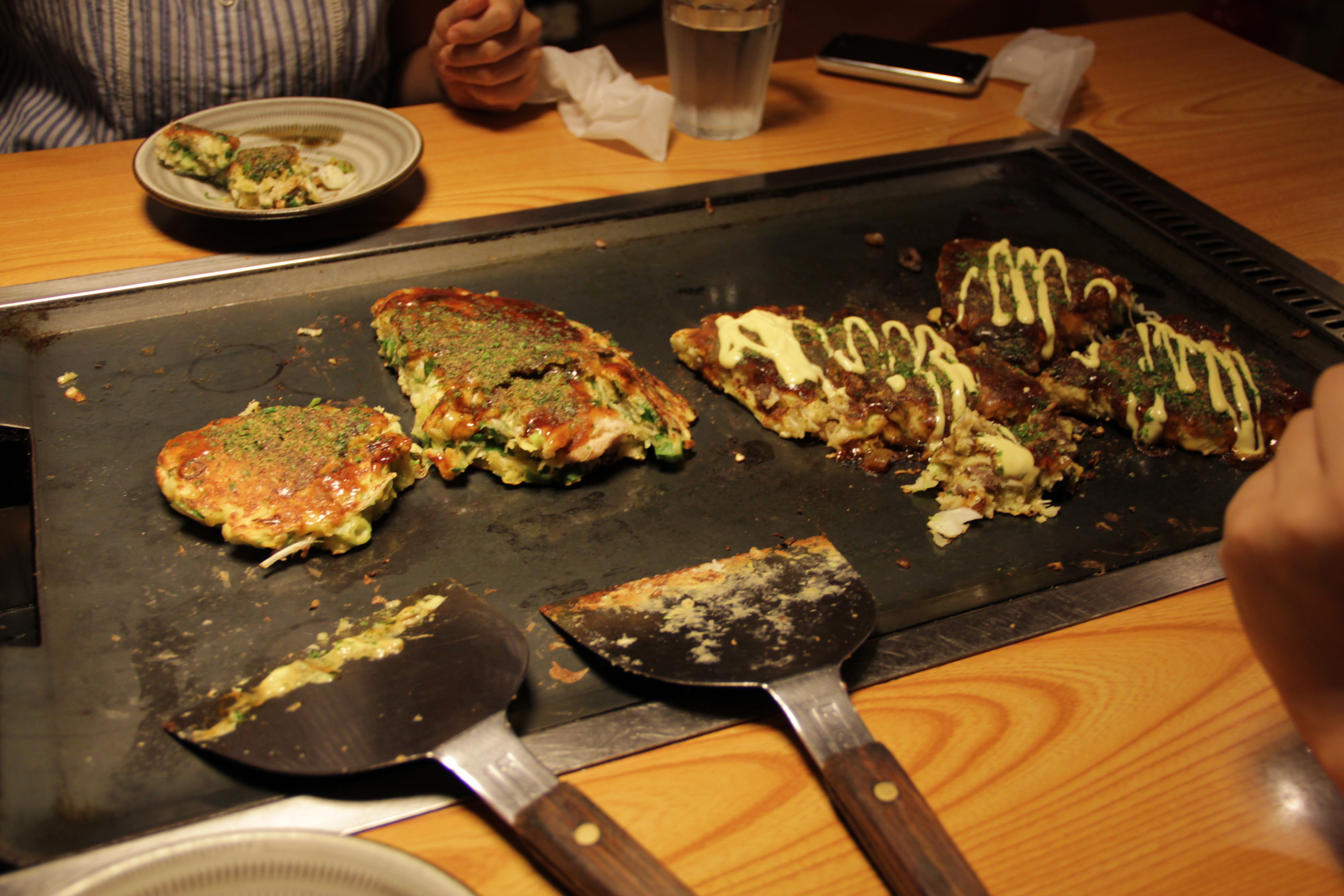
鉄板上のお好み焼きとコテ

調理器具の範疇では、フライ返しやバターナイフ・ケーキカッターないしお好み焼きの起し金（コテ）からしゃもじまで、へら状の器具は枚挙に暇が無い。ケーキのクリームを攪拌しスポンジケーキに塗るためのゴムべらや、鍋の焦げ付きをこそぎ落とすための金属へらなど、様々なものが見られる。もんじゃ焼きの場合では、調理器具であると同時に焼きあがった料理を口に運ぶための食器としての小さなへらも使われる。パンの作成において、材料を混ぜたり切ったり移動させたり表面を加工する為に使用される柄のない四角いものもある。

### 工具
工具としてのへらでは、木製の柄がついた金属製のへらがしばしば使われる。先端部は一直線になっており、塗装をする前に古い塗料や汚れをはがしたり、床でこびりつき硬くなったガムをはがしたり、または壁紙やリノリウムの床材を張り替えるためにはがしたりするのに利用される。スクレーパー (工具)を参照。
また、陶芸の分野では粘土の形を整えるために木や竹で作られたへらが利用される。特に楽焼では手とへらのみで形を整える。粘土で彫像を作る際にも使用される。

### 画材・文房具
画材ないし文房具の範疇では、油彩で使われるパレットナイフがへらそのものである。また、印刷の分野では粘性の高いインクを扱う際にへらが利用され、インクの缶をこじ開け中身を印刷機に移す際に利用される。
文房具の範疇ではペーパーナイフがへら状の器具であるが、これは主に紙を切断することに利用される。

### 裁縫道具

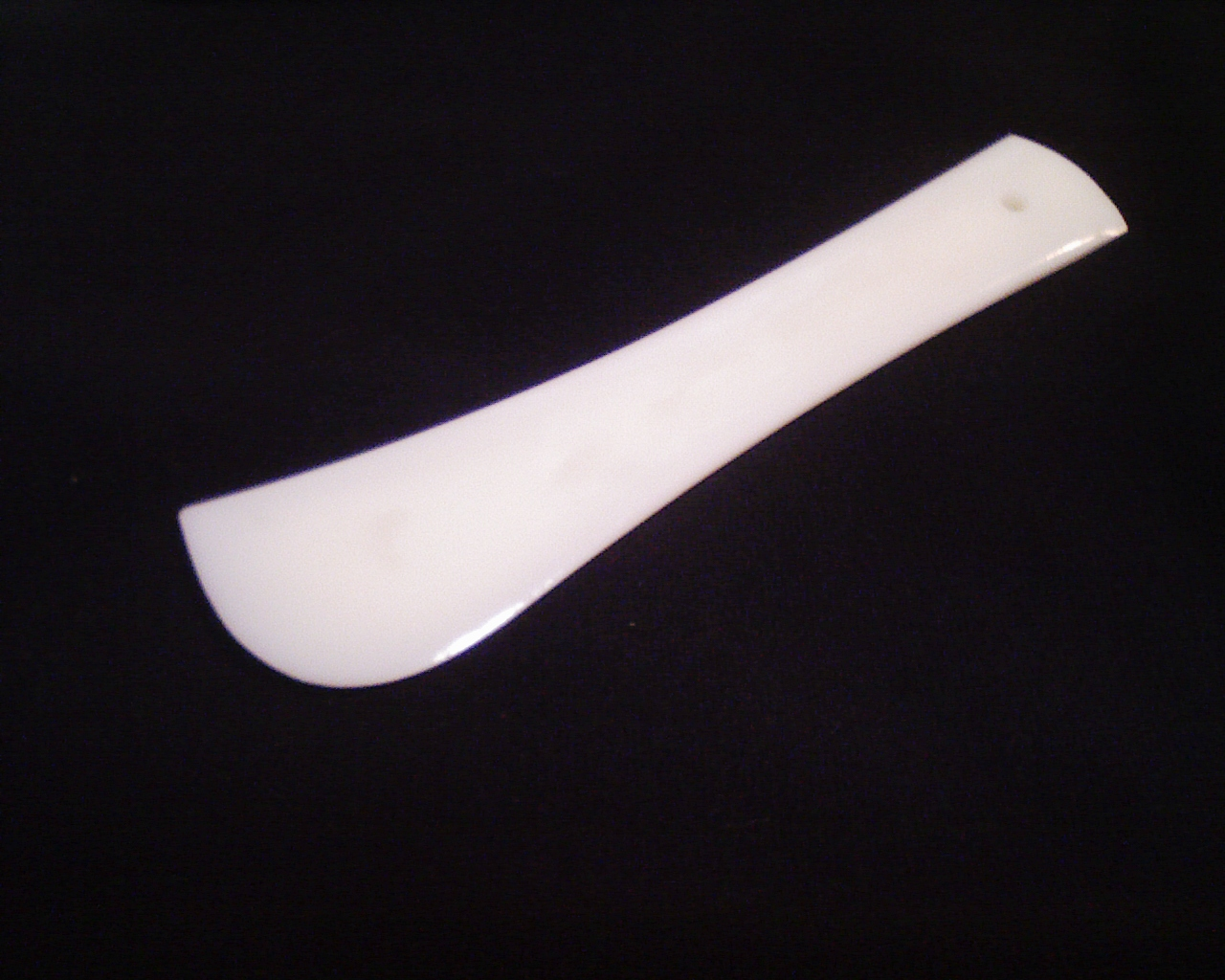
日本の伝統的な裁縫道具のへら

裁縫（和裁）道具のへらは専ら布に印を付けるために用いられる。動物の角や骨、象牙、竹、セルロイドなどで作られる。へらの弧を描いた部分は薄くなっている。布に立て、弧の部分を強く押し当てることで布に凹みをつけて印とする。

### 薬さじ
薬さじには、柄の反対側がへらになっているものがあり、へらを意味するスパチュラ（英語：spatula）またはスパーテル（ドイツ語：Spatel）ともしばしば呼ばれる。

### 化粧道具
美容クリーム、ハンドクリームなどのクリーム系化粧品を容器からすくい、肌につけるのに利用される。